# 貝弗利山莊 (密蘇里州)
貝弗利山莊（英語：Beverly Hills）是位於美國密蘇里州聖路易斯縣的城市。

## 人口
根據2020年美國人口普查的數據，貝弗利山莊的面積為0.23平方千米，皆為陸地。當地共有人口475人，而人口密度為每平方千米2,065人。